# Elitserien i volleyboll för herrar 2005/2006
Elitserien i volleyboll för herrar 2005/2006. Hylte VBK svenska mästare efter slutspel genom att vinna över Falkenbergs VBK med 3-2 i finalen.

## Grundserien[2]
| Lag             | Matcher | Vunna matcher | Förlorade matcher | Vunna set | Förlorade set | Poäng |
| --------------- | ------- | ------------- | ----------------- | --------- | ------------- | ----- |
| Hylte VBK       | 18      | 16            | 2                 | 50        | 16            | 32    |
| Falkenbergs VBK | 18      | 14            | 4                 | 46        | 20            | 28    |
| Team Valla-LiU  | 18      | 12            | 6                 | 38        | 27            | 24    |
| Habo Wolley     | 18      | 10            | 8                 | 38        | 31            | 20    |
| Floby VK        | 18      | 10            | 8                 | 36        | 31            | 20    |
| Vingåkers VK    | 18      | 8             | 10                | 34        | 34            | 16    |
| Örkelljunga VK  | 18      | 8             | 10                | 28        | 35            | 16    |
| Tierp VBK       | 18      | 6             | 12                | 29        | 42            | 12    |
| Sollentuna VK   | 18      | 5             | 13                | 24        | 47            | 10    |
| Lugi            | 18      | 1             | 17                | 13        | 53            | 2     |